# Magda Ilands
Magda Ilands (Leuven, 16 januari 1950) is een Belgische voormalige atlete, die was gespecialiseerd in de lange afstand en het veldlopen. Zij nam eenmaal deel aan de Olympische Spelen en zij veroverde op drie verschillende onderdelen zeven Belgische titels.

## Biografie
Magda Ilands begon pas op latere leeftijd met atletiek. Door haar gebrek aan snelheid was ze aangewezen op het veldlopen en de lange afstanden, die bij de vrouwen pas in de jaren tachtig van de 20e eeuw werden ingevoerd. In 1975 veroverde ze na enkele eerdere ereplaatsen haar eerste van drie Belgische titels in het veldlopen en verbeterde ze het Belgisch record op de 3000 m. Ze nam tot 1984 verschillende malen delen aan de wereldkampioenschappen veldlopen, met een twaalfde plaats in 1975 als beste resultaat.
In 1976 liep Ilands haar eerste officieuze marathon. Ze moest echter wachten tot de jaren tachtig, toen de 10.000 m en de marathon voor vrouwen werden ingevoerd. In 1982 nam ze deel aan de marathon op de Europese kampioenschappen. Een jaar later werd ze twintigste bij de eerste wereldkampioenschappen in Helsinki. Weer een jaar later miste ze door een val in de marathon van Stockholm haar selectie voor de Olympische Spelen. Pas op haar 38e debuteerde ze op de Olympische Spelen van 1988 in Seoel. Ze was dat jaar ook Belgisch kampioene geworden. Ze werd driemaal Belgisch kampioene op de 10.000 m en werd in deze discipline 22e bij de Europese kampioenschappen in 1986.

### Clubs
Magda Ilands was eerst aangesloten bij Daring Club Leuven en verhuisde in 1978 naar de Leuvense Atletiekclub. Na haar huwelijk met trainer Herman Moons stapte ze over naar Duffel Atletiek Club.
Tegenwoordig is Ilands nog steeds actief in de atletiekwereld, namelijk als trainster bij RAM Mechelen. Ze was o.a. trainster van André Lafère (WK 800 m bij de masters), en aankomend jeugdig talent bij deze club.

## Belgische kampioenschappen
| Onderdeel | Jaar             |
| --------- | ---------------- |
| 10.000 m  | 1985, 1986, 1987 |
| marathon  | 1988             |
| veldlopen | 1975, 1980, 1982 |

## Persoonlijke records
Baan
| Onderdeel | Prestatie | Datum            | Plaats    |
| --------- | --------- | ---------------- | --------- |
| 3000 m    | 9.21,6    | 22 juni 1975     | Brussel   |
| 5000 m    | 16.11,85  | 3 juni 1983      | Kessel-Lo |
| 10.000 m  | 33.10,62  | 30 augustus 1986 | Stuttgart |

Weg
| Onderdeel      | Prestatie | Datum             | Plaats         |
| -------------- | --------- | ----------------- | -------------- |
| 15 km          | 51.50     | 9 november 1986   | Lissabon       |
| 10 Eng. mijl   | 55.44     | 28 juni 1986      | Borgholzhausen |
| halve marathon | 1:14.45   | 27 maart 1982     | Den Haag       |
| marathon       | 2:33.53   | 28 september 1986 | Berlijn        |

## Palmares

### 3000 m
- 1974: 4e Incontro ITA-BEL-SUI in Syracuse - 9.54,1
- 1975:  Brussel - 9.21,4
- 1980: 4e BK AC - 9.29,1
- 1981: 6e BK AC - 9.32,19

### 10.000 m
- 1980:  Sittard - 34.25,3
- 1985:  BK AC – 34.20,15
- 1985:  European Cup 2 in Reykjavik - 33.52,54
- 1986:  BK AC – 33.35,7
- 1986: 22e EK in Stuttgart – 33.10,62
- 1987:  BK AC – 34.38,13

### 10 km
- 1984: 20e WK in Madrid - 35.14

### 15 km
- 1983:  20 van Alphen – 52.21
- 1986: 29e WK in Lissabon - 51.50
- 1987:  20 van Alphen - 52.07
- 1987: 49e WK in Monte Carlo - 52.48

### 10 Eng. mijl
- 1986:  Nacht von Borgholzhausen - 55.44
- 1987: 5e Nacht von Borgholzhausen - 57.50

### 20 km
- 1978:  Lillois - 1:17.06
- 1980:  20 km van Brussel – 1:15.00

### halve marathon
- 1978:  halve marathon van Seraing - 1:16.18
- 1979:  halve marathon van Borgloon - 1:22.49
- 1982:  City-Pier-City Loop - 1:14.45 (te kort)
- 1984:  halve marathon van Egmond – 1:18.46
- 1986:  halve marathon van Egmond - 1:20.13
- 1986: 5e City-Pier-City Loop - 1:14.45
- 1987:  halve marathon van Egmond - 1:19.30
- 1987: 13e City-Pier-City Loop - 1:16.39

### marathon
- 1976: 7e marathon van Waldniel - 2:54.45
- 1978:  marathon van Berchem - 2:51.58
- 1979: 11e marathon van Waldniel - 2:47.06
- 1979: 17e New York City Marathon - 2:55.26
- 1980:  marathon van Berchem - 2:41.22
- 1981:  marathon van Berchem - 2:37.56
- 1982:  marathon van Kopenhagen - 2:42.00
- 1982:  marathon van Berchem - 2:38.58
- 1982: DNF EK in Athene
- 1983: 7e marathon van Osaka - 2:39.34
- 1983:  marathon van Seoel - 2:40.55
- 1983:  marathon van Rio de Janeiro - 2:43.58
- 1983: 20e WK in Helsinki - 2:40.52
- 1983:  marathon van Antwerpen - 2:37.51
- 1984:  marathon van Nagoya - 2:37.57
- 1984: 6e marathon van Parijs - 2:35.36
- 1984: 10e Chicago Marathon - 2:36.04
- 1985: 6e marathon van Nagoya - 2:38.52
- 1985: 20e marathon van Hiroshima - 2:43.13
- 1985: 6e marathon van Frankfurt - 2:36.58
- 1985:  marathon van Berlijn - 2:34.10
- 1985: 15e marathon van New York - 2:42.34
- 1986:  marathon van Los Angeles - 2:38.25
- 1986:  marathon van Hamburg - 2:35.17
- 1986:  marathon van Berlijn - 2:33.53
- 1987: 13e marathon van Osaka - 2:42.01
- 1987:  marathon van Hamburg - 2:34.25
- 1987: 5e marathon van Berlijn - 2:34.23
- 1988:  marathon van Los Angeles - 2:36.42
- 1988:  BK te Hoei – 2:35.36 (11e overall)
- 1988: 35e OS in Seoel – 2:38.02
- 1989: 7e marathon van Houston - 2:38.03
- 1989: 12e marathon van Nagoya - 2:41.18
- 1990: 19e marathon van Pittsburgh - 2:45.08
- 1990:  marathon van Brussel - 2:44.50
- 1991: 11e marathon van Hamburg - 2:44.10

### veldlopen
- 1973:  BK in Vilvoorde
- 1973: 56e WK in Waregem
- 1974:  BK in Vilvoorde
- 1974: 25e WK in Monza
- 1975:  BK in Vilvoorde
- 1975: 12e WK in Rabat
- 1976: 50e WK in Chepstow
- 1978: 53e WK in Glasgow
- 1979: 47e WK in Limerick
- 1980:  BK in Vorselaar
- 1980: 46e WK in Parijs
- 1981:  BK in Vorselaar
- 1982:  BK in Waregem
- 1982: 69e WK in Rome
- 1983:  BK in Vorselaar
- 1984:  BK in Zolder
- 1984: 68e WK in New York

## Onderscheidingen
- 1980: Gouden Spike
- 1986: Grote Feminaprijs van de KBAB